# Barij
Bárij (latinsko barium) je strupen kemični element, ki ima v periodnem sistemu simbol Ba in atomsko število 56. Je mehak srebrnkast kovinski element in alkalijska zemeljska kovina, ter se tali pri zelo visoki temperaturi. Barijev oksid največ najdemo v mineralu baritu, samega barija pa zaradi njegove reaktivnosti z zrakom nikoli ne najdemo v čisti obliki. Spojine te kovine se v majhnih količinah uporabljajo kot barve in pri izdelovanju stekla.

## Pomembne lastnosti
Barij je kovinski element, kemijsko podoben kalciju, vendar mehak in v svoji čisti obliki srebrno bele barve, podobne svincu. Barij na zraku zlahka oksidira in je zelo reaktiven z vodo ali alkoholom, ki ga raztapljata. Nekatere spojine tega elementa so zanimive zaradi njihove visoke specifične teže, denimo barijev sulfat Ba(SO4), v naravi znan kot mineral barit, imenovan tudi težec.

#### Uporaba v industriji
Obstaja le malo možnosti uporabe barija v industrijske namene. Je sestavina YBCO (visokotemperaturni superprevodnik), uporablja se kot dodatek jeklu in litemu železu, saj zmanjšuje velikost ogljikovih zrn v mikrostrukturi kovine.
Barijeve spojine se dodaja raketam za ognjemet, saj le-ta tako pridobi zeleno barvo.